# Міжнародне товариство з переливання крові
Міжнародне товариство з переливання крові (англ. International Society of Blood Transfusion, ISBT) — наукове товариство, засноване в 1935 році, яке має на меті сприяти вивченню гемотрансфузій та поширювати ноу-хау про те, яким чином медицина та наука про переливання крові найкраще можуть слугувати потребам пацієнта.